# Юбер, Жан
Жан Юбе́р (фр. Jean Huber, 13 января 1721, Женева — 21 августа 1786, Лозанна) — швейцарский художник и силуэтист, известный серией работ, изображающих Вольтера.

## Биография
Родился в семье, происходившей из Шаффхаузена, но принадлежавшей к буржуазной верхушке Женевы с 1654 года. Был сыном Якова Юбера, члена Совета двухсот (фр. Rat der Zweihundert или фр. Conseil des Deux-Cents), и Катрин Васро де Венси. Жан Юбер поступил в 1738 году на военную службу в армию княжества Гессен-Кассель в полк гренадеров принца Фредерика, а позднее в 1741 году на военную службу короля Пьемонта Карла Эммануила III, за которого он воевал в звании капитана в Войне за австрийское наследство. Он был взят в плен и освобождён после осады Кунео в Пьемонте в 1745 году. Жан Юбер женился в 1747 году на Marie-Louise Alléon-Guainieret, которая родила ему троих детей: Франсуа Юбера (1750-1831), известного в своё время энтомолога; Жана-Даниеля, пейзажиста и гравёра; девочку по имени Мадлен. Проживал в Château de Vernaz, вблизи Женевы. В 1752 году стал членом Совета двухсот, а в 1756 году — его аудитором.

## Художественное творчество
Юбер начал рисовать самоучкой в середине 1760-х годов. Его ранние картины изображают лошадей, сцены охоты, особенно соколиной. Позже он испытал влияние творчества Жана Этьена Лиотара и Жана-Батиста Грёза. Юбер получил известность как создатель графических силуэтов. Художник пользовался большим успехом в Швейцарии и у иностранных коллекционеров. Талант позволял ему создавать самые сложные сцены: он мог воспроизвести густые леса и далекие горы, портреты имели несомненное сходство со своими моделями.
Художник был близко знаком с Иоганном Вольфгангом фон Гёте, Жаном Антуаном Кондорсе и Дени Дидро, имел тесные отношения с представителями английской аристократии. Известны его многочисленные изображения Вольтера, которого он регулярно посещал с момента, когда тот поселился в Женеве в 1756 году, а затем в 1759 году переселился в Ферне (где жил до 1778 года). С 1769 года он создал серию картин, большое количество силуэтов и рисунков, представляющих Вольтера в его повседневной жизни.
Эта серия впоследствии пополнила коллекцию императрицы Екатерины II и была ей посвящена (серия из девяти картин получила название «Scènes domestiques de la vie de Voltaire» или «Voltairiade»). Сам художник получил прозвище Юбер-Вольтер (фр. Jean Huber-Voltaire). Художник обладал несомненным даром карикатуриста. Вольтер писал в 1772 году Мари де Виши-Шамро, маркизе Дюдеффан: «Он сделал меня посмешищем от одного конца Европы до другого».
Юбер также сделал несколько автопортретов в технике пастельной живописи, которые хранятся в Историческом музее в Лозанне. Дипломат, публицист и критик Фридрих Мельхиор Гримм, который ценил его талант, сделал его творчество известным в Париже. Ему удалось заинтересовать работами художника таких богатых ценителей, как королева Швеции и король Дании. Он же обратил на художника и внимание Екатерины II.
В 1880 году критик Шампфлери назвал его «ремесленником, который не снискал хорошую репутацию, но тем не менее был наделен острым чутьём». Его силуэты, наиболее высоко оценённые современниками, почти полностью были утрачены, поэтому его творчество долгое время оставалось малоизвестным и недооценённым. Сейчас он воспринимается как один из основателей женевской школы живописи.

## Увлечение орнитологией
Современникам художник был известен, как музыкант, сокольничий и наездник. В конце жизни художник заинтересовался зоологией и механикой, пытаясь использовать особенности движения хищных птиц в полёте для управления воздушными аппаратами. В 1783 году Юбер опубликовал в «Mercure de France» записку «Note sur la manière de diriger les ballons, fondée sur le vol des oiseaux de proie». В 1784 году он опубликовал в Женеве «Observations sur le vol des oiseaux de proie», сопроводив книгу семью рукописными схемами. Незадолго до смерти начал работу на книгой «Histoire des oiseaux de proie».

## Галерея
- Утро Вольтера. Между 1750 и 1775. Эрмитаж
- Вольтер встречает гостей. Между 1750 и 1775. Эрмитаж
- Вольтер и лошадь. Между 1750 и 1775. Эрмитаж
- Вольтер представляет театральную сценку. Между 1750 и 1775. Эрмитаж
- Ужин философов
- Вольтер смотрит влево на берегу Женевского озера в 1778 году